# Cytoszkielet
     filamenty aktynowe
     mikrotubule
     jądro komórkowe

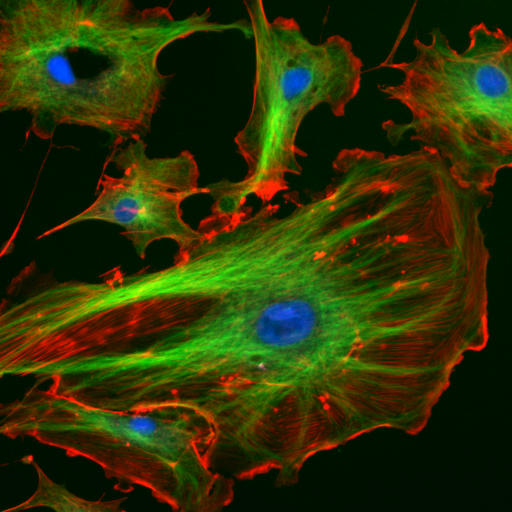
Szkielet komórki eukariotycznej:
filamenty aktynowe
mikrotubule
jądro komórkowe

Cytoszkielet – sieć włóknistych struktur białkowych w komórce eukariotycznej, dzięki którym organella i substancje nie pływają swobodnie w cytozolu, ale zajmują pewne przypisane sobie miejsca.
Cytoszkielet tworzą włókienka (filamenty) aktynowe, czyli mikrofilamenty, mikrotubule zbudowane z innego białka, a mianowicie tubuliny oraz filamenty pośrednie.
Szkielet komórki jest elastyczny – potrafi się szybko przebudowywać zgodnie z potrzebami komórki.

## Funkcje cytoszkieletu
- utrzymywanie organelli komórki w miejscu[2]
- utrzymywanie prawidłowej struktury tkanek – podczas nacisku na tkankę, cytoszkielet sprawia, że tkanka się nie rozpada[2][4]
- poruszanie się komórek (np. w fagocytozie)[2][3]
- udział w podziałach komórek (niektóre leki przeciwnowotworowe, np. taksol, niszczą szybko dzielące się komórki nowotworowe uniemożliwiając prawidłowe działanie cytoszkieletu)[2][4][5]
- przekazywanie informacji między komórkami[2] (np. w przypadku powstania rany)
- udział w apoptozie – genetycznie programowanej śmierci komórek[2]
- umożliwia ruch wici i rzęsek[4]

## Elementy cytoszkieletu

### Mikrofilamenty
Są to cienkie włókna zbudowane z aktyny. Każdy mikrofilament składa się z wielu cząsteczek aktyny połączonych w dwa łańcuchy tworzące strukturę helikalną. Mikrofilamenty mają średnicę około 5-9 nm; są giętkie i krótsze od mikrotubul.
Filamenty aktynowe są przez cały czas dynamicznie przebudowywane przez komórkę na zasadzie polimeryzacji (przyłączania nowych cząsteczek aktyny do mikrofilamentu) i depolimeryzacji (odłączania aktyny od włókienka); przejawia się to na różne sposoby, między innymi przez zmiany kształtu powierzchni komórki. Większość filamentów aktynowych tworzy sieć pod błoną komórkową, w tak zwanej warstwie korowej cytoplazmy, ale mikrofilamenty – pojedyncze lub połączone w sieci albo wiązki – można znaleźć też w innych częściach komórki. Mniej więcej połowa cząsteczek aktyny swobodnie pływa w cytoplazmie jako monomery (pojedyncze cząsteczki); druga połowa jest wbudowana w mikrofilamenty. Mikrofilamenty umożliwiają komórce zmianę kształtu i ruch pełzakowaty.

filamenty pośrednie

### Filamenty pośrednie
Włókienka o średnicy około 10 nanometrów. Tworzą nieregularną, rozgałęzioną sieć w cytoplazmie (taka sieć często jest szczególnie gęsta dookoła jądra komórki). Jest ich szczególnie dużo w komórkach narażonych na szarpanie i miażdżenie przez siły mechaniczne (na przykład w komórkach naskórka); filamenty pośrednie są twarde i nadają komórkom sztywność. Białka tworzące filamenty pośrednie nie mają kulistego kształtu. Ich cząsteczki najczęściej są wydłużone i przypominają włókienka, które łączą się w dłuższe warkocze białkowe. W skład filamentów pośrednich wchodzi wiele różnych białek. Filamenty pośrednie pokrywające od wewnątrz otoczkę jądrową tworzą laminy. Inne filamenty pośrednie mogą być utworzone np. przez keratyny – białka usztywniające komórki nabłonkowe.

Budowa mikrotubuli

### Mikrotubule
Spiralne białka zbudowane z cząsteczek tubuliny. Komórka wytwarza dwa główne rodzaje tego białka: α- i β-tubulinę. α-tubulina łączy się z β-tubuliną tworząc heterodimery, z których powstają mikrotubule. Każda mikrotubula ma średnicę 25 nanometrów, więc jest kilkakrotnie grubsza od mikrofilamentu aktynowego. Ściany mikrotubuli są zbudowane z trzynastu długich włókienek utworzonych przez naprzemiennie leżące cząsteczki α- i β-tubuliny. Komórka przez cały czas przebudowuje swoje mikrotubule, dodając do nich nowe cząsteczki tubuliny (polimeryzacja) albo odrywając tubulinę od mikrotubul (depolimeryzacja). Te procesy są tak szybkie i dynamiczne, że pojedyncza mikrotubula istnieje tylko przez około dziesięć minut.
Mikrotubula ma dwa różne końce. Koniec dodatni (plus end) wydłuża się o wiele szybciej niż koniec ujemny (minus end). Ujemne końce mikrotubul w większości komórek zwierzęcych leżą przy jądrze komórkowym, w centrosomie. Mikrotubule promieniście rozchodzą się po całej cytoplazmie, więc ich końce dodatnie znajdują się w różnych miejscach komórki, a ich położenie bezustannie się zmienia. Nowe mikrotubule powstają w mikrosomie i później ‘rosną’ w kierunku innych części komórki. Do mikrotubul przyczepiają się różne białka określane wspólną nazwa MAP (microtubule-associated proteins, białka towarzyszące mikrotubulom). Do białek MAP zalicza się między innymi różne „motorki” molekularne, które umożliwiają transport różnych organelli i pęcherzyków po komórce. Taki pęcherzyk przyczepia się do motorka, motorek łączy się z mikrotubulą i jedzie po niej jak wagonik kolejki linowej.